# I Men
Dans ce nom, le nom de famille, I, précède le nom personnel.
I Men, de son vrai nom Ah Long (chinois 阿垅), est un écrivain chinois né en 1907 et mort en 1967.
Autre pseudonyme : Chen Shoumei (chinois 陈守梅).

## Biographie
Ah Long naît en 1907 à Hangzhou, dans le Zhejiang. Il s'établit à Shanghai en 1930, et commence une carrière littéraire. Il devient élève dans une école militaire en 1934 et sert ensuite comme officier dans l'armée nationaliste. Il participe à la défense de Shanghai contre les Japonais en 1937 et est grièvement blessé. Durant cette période, il écrit notamment des reportages pour la revue Juillet créée par Hu Feng. Bien qu'officier dans l'armée nationaliste, il publie sous divers pseudonymes des textes très critiques à l'égard du Parti nationaliste (le Guomindang) dans la revue de Hu Feng. Il livre aussi des informations de nature militaire au Parti communiste.
Il se marie avec Zhang Rui en 1944. Après la naissance d'un fils l'année suivante, sa femme se suicide.
Il est associé dans les années 1950 au groupe « contre-révolutionnaire » censément dirigé par Hu Feng. Accusé d'espionnage au profit du Guomindang, il est arrêté en 1955. Il meurt de maladie en 1967 après avoir séjourné douze ans en prison. Il est réhabilité en 1980.
Ah Long a fait partie du groupe Juillet (zh), du nom de la collection poétique Juillet créée par Hu Feng.

## Liste des œuvres
- Nanjing (chinois 南京), roman, 1939 (première édition en 1987 sous le titre Nanjing xueji 南京血祭)

## Traductions
- François Cheng, Entre source et nuage. Voix de poètes dans la Chine d'hier et d'aujourd'hui, Albin Michel, 1990, rééd. coll. « Spiritualités vivantes », 2002 I Men, p. 203-208